# Myriopus candidulus
Myriopus candidulus är en strävbladig växtart som först beskrevs av John Miers, och fick sitt nu gällande namn av Feuillet. Myriopus candidulus ingår i släktet Myriopus och familjen strävbladiga växter. Inga underarter finns listade i Catalogue of Life.